# دوجات (الهند)
دوجات (بالإنجليزية: Doghat) هي مدينة ومستوطنة حضرية في منطقة باغبات التابعة لولاية أوتار براديش، الهند.

## التركيبة السكانية
وفقًا لتعداد السكان الصادر عام 2011، بلغ عدد سكان مدينة دوجات (الناخبين) 17261 نسمة. بحيث يشكل الذكور 54% من السكان والإناث 46%. يبلغ متوسط معدل معرفة القراءة والكتابة في دوجات 57%، وهو أقل من المعدل الوطني البالغ 59.5%: معدل معرفة القراءة والكتابة لدى الذكور 67% ومحو الأمية بين الإناث 44%. 16% من السكان تقل أعمارهم عن 6 سنوات.